# 追殺 (小說)
《追殺》為古龍晚期作品，原名「白羽」，後來以「追殺」為題在〈聯合報〉1985年5月29日至1985年6月15日連載，內容接續《賭局》、《狼牙》，其後尚有《海神》。以上四篇均屬《短刀集》系列故事，廣義上的《大武俠時代》也包含這四部。

## 主要人物
- 卜鷹：
- 白荻：

## 次要人物
- 天恨：身材極高的中年女尼。天棄尼唯一的師妹。
- 天棄：矮小、瘦弱、慈祥。天棄庵（寡婦廟）的主持。
- 程小青：
- 神仙公主：

## 小說目錄
- 楔子

1. 必勝之戰
2. 魔刀復出
3. 神仙公主
4. 倩女青燈
5. 鐵羅剎
6. 惡夜
7. 尾聲